# Campeonato Europeo de Waterpolo Femenino de 1997
El VII Campeonato Europeo Femenino de waterpolo se celebró en Sevilla (España) entre el 13 y el 22 de agosto de 1997. Estuvo organizado por la Liga Europea de Natación (LEN) y regulado por un comité de la  Real Federación Española de Natación (RFEN).

## Países participantes
| Grupo A         | Grupo B      |
| --------------- | ------------ |
| República Checa | Reino Unido  |
| Francia         | Italia       |
| Alemania        | Países Bajos |
| Grecia          | Portugal     |
| Hungría         | Rusia        |
| FR Yugoslavia   | España       |

## Primera ronda

### Grupo A
|    | Equipo          | Pts. | PJ | G | E | P | GF | GC | Dif. |
| -- | --------------- | ---- | -- | - | - | - | -- | -- | ---- |
| 1. | Grecia          | 10   | 5  | 5 | 0 | 0 | 43 | 19 | +24  |
| 2. | Hungría         | 8    | 5  | 4 | 0 | 1 | 70 | 14 | +56  |
| 3. | Alemania        | 6    | 5  | 3 | 0 | 2 | 30 | 31 | -1   |
| 4. | Francia         | 4    | 5  | 2 | 0 | 3 | 34 | 41 | -7   |
| 5. | FR Yugoslavia   | 2    | 5  | 1 | 0 | 4 | 24 | 50 | -26  |
| 6. | República Checa | 0    | 5  | 0 | 0 | 5 | 25 | 71 | -46  |

| 13 de agosto de 1997 | FR Yugoslavia | 5-8 | Alemania |  |  |

| 13 de agosto de 1997 | Francia | 2-13 | Hungría |  |  |

| 13 de agosto de 1997 | Grecia | 12-2 | República Checa |  |  |

| 14 de agosto de 1997 | Hungría | 6-7 | Grecia |  |  |

| 14 de agosto de 1997 | Alemania | 8-4 | República Checa |  |  |

| 14 de agosto de 1997 | FR Yugoslavia | 5-9 | Francia |  |  |

| 15 de agosto de 1997 | Grecia | 8-2 | FR Yugoslavia |  |  |

| 15 de agosto de 1997 | República Checa | 2-26 | Hungría |  |  |

| 15 de agosto de 1997 | Francia | 5-7 | Alemania |  |  |

| 16 de agosto de 1997 | Alemania | 2-10 | Hungría |  |  |

| 16 de agosto de 1997 | Francia | 4-9 | Grecia |  |  |

| 16 de agosto de 1997 | FR Yugoslavia | 11-10 | República Checa |  |  |

| 17 de agosto de 1997 | República Checa | 7-14 | Francia |  |  |

| 17 de agosto de 1997 | Grecia | 7-5 | Alemania |  |  |

| 17 de agosto de 1997 | FR Yugoslavia | 1-15 | Hungría |  |  |

### Grupo B
|    | Equipo       | Pts. | PJ | G | E | P | GF | GC | Dif. |
| -- | ------------ | ---- | -- | - | - | - | -- | -- | ---- |
| 1. | Países Bajos | 10   | 5  | 5 | 0 | 0 | 76 | 22 | +54  |
| 2. | Rusia        | 7    | 5  | 3 | 1 | 1 | 49 | 25 | +24  |
| 3. | Italia       | 7    | 5  | 3 | 1 | 1 | 51 | 28 | +23  |
| 4. | España       | 4    | 5  | 2 | 0 | 3 | 29 | 30 | -1   |
| 5. | Reino Unido  | 2    | 5  | 1 | 0 | 4 | 25 | 64 | -39  |
| 6. | Portugal     | 0    | 5  | 0 | 0 | 5 | 14 | 75 | -61  |

| 13 de agosto de 1997 | Rusia | 16-5 | Portugal |  |  |

| 13 de agosto de 1997 | España | 5-6 | Italia |  |  |

| 13 de agosto de 1997 | Reino Unido | 3-21 | Países Bajos |  |  |

| 14 de agosto de 1997 | Italia | 17-0 | Portugal |  |  |

| 14 de agosto de 1997 | Países Bajos | 12-6 | Rusia |  |  |

| 14 de agosto de 1997 | España | 10-4 | Reino Unido |  |  |

| 15 de agosto de 1997 | Países Bajos | 22-2 | Portugal |  |  |

| 15 de agosto de 1997 | Reino Unido | 7-14 | Italia |  |  |

| 15 de agosto de 1997 | Rusia | 8-1 | España |  |  |

| 16 de agosto de 1997 | Reino Unido | 1-13 | Rusia |  |  |

| 16 de agosto de 1997 | Italia | 8-10 | Países Bajos |  |  |

| 16 de agosto de 1997 | España | 10-1 | Portugal |  |  |

| 17 de agosto de 1997 | Italia | 6-6 | Rusia |  |  |

| 17 de agosto de 1997 | España | 3-11 | Países Bajos |  |  |

| 17 de agosto de 1997 | Portugal | 6-10 | Reino Unido |  |  |

## Cuartos de final
| 19 de agosto de 1997 | Países Bajos | 13-2 | Francia |  |  |

| 19 de agosto de 1997 | Rusia | 9-5 | Alemania |  |  |

| 19 de agosto de 1997 | Italia | 8-7 | Hungría |  |  |

| 19 de agosto de 1997 | España | 6-6 (1-0 t. s.) | Grecia |  |  |

## Play-offs
| 20 de agosto de 1997 | Alemania | 9-9 (1-0 t. s.) | Grecia |  |  |

| 20 de agosto de 1997 | Hungría | 11-6 | España |  |  |

## Semifinales
| 20 de agosto de 1997 | Países Bajos | 7-7 (0-1 t. s.) | Italia |  |  |

| 20 de agosto de 1997 | Rusia | 11-6 | España |  |  |

## Finales

### Por el 9°
| 22 de agosto de 1997 | FR Yugoslavia | 5-4 | Reino Unido |  |  |

### Por el 7°
| 22 de agosto de 1997 | Grecia | 9-6 | Francia |  |  |

### Por el 5°
| 22 de agosto de 1997 | Hungría | 10-5 | Alemania |  |  |

### Medalla de bronce
| 22 de agosto de 1997 | Países Bajos | 10-5 | España |  |  |

### Medalla de oro
| 22 de agosto de 1997 | Italia | 7-6 | Rusia |  |  |

## Estadísticas

### Clasificación general
| Italia              |
| Rusia               |
| Países Bajos        |
| 4. España           |
| 5. Hungría          |
| 6. Alemania         |
| 7. Grecia           |
| 8. Francia          |
| 9. FR Yugoslavia    |
| 10. Reino Unido     |
| 11. Portugal        |
| 12. República Checa |

## Premios individuales
- El jugador más Valioso
- Mejor Portero
- Máximo anotador